# Wang Kenan
Dans ce nom chinois, le nom de famille, Wang, précède le nom personnel.
Wang Kenan, né le 3 août 1980  à Baoding et mort le 5 octobre 2013 à Tianjin, est un plongeur chinois.

## Biographie
Il meurt à 33 ans dans un accident de la route.

## Palmarès
- Championnats du monde
  - Barcelone 2003
    -  Médaille d'argent en plongeon à 1 mètre

  - Fukuoka 2001
    -  Médaille d'or en plongeon synchronisé à 3 mètres avec Peng Bo

- Coupe du monde
  - Athènes 2004
    -  Médaille d'or en plongeon synchronisé à 3 mètres avec Peng Bo

- Jeux asiatiques
  - Busan 2002
    -  Médaille d'or en plongeon synchronisé à 3 mètres avec Peng Bo

- Universiade
  - Bangkok 2007
    -  Médaille d'or en plongeon synchronisé à 3 mètres avec Peng Bo
    -  Médaille d'or par équipe

  - Izmir 2005
    -  Médaille d'or en plongeon synchronisé à 3 mètres avec Peng Bo
    -  Médaille d'or par équipe
    -  Médaille d'argent en plongeon à 1 mètre

  - Daegu 2003
    -  Médaille d'or en plongeon synchronisé à 3 mètres avec Peng Bo
    -  Médaille d'or par équipe
    -  Médaille d'argent en plongeon à 3 mètres

  - Pékin 2001
    -  Médaille d'or en plongeon synchronisé à 3 mètres avec Peng Bo
    -  Médaille d'or par équipe

  - Palma de Majorque 1999
    -  Médaille d'or en plongeon à 3 mètres
    -  Médaille d'or par équipe